# Rust – Legende des Westens
Rust – Legende des Westens (Originaltitel Rust) ist ein Western von Joel Souza. Die Produktion des Films wurde unterbrochen, nachdem der Produzent und Hauptdarsteller Alec Baldwin am 21. Oktober 2021 einen Revolver, der mit scharfer Munition geladen war, abgefeuert und die Kamerafrau Halyna Hutchins sowie den Regisseur Joel Souza verletzt hatte. Hutchins starb kurz darauf an den Folgen der Verletzung. Am 20. November 2024 wurde der Film beim Filmfestival Camerimage im polnischen Toruń uraufgeführt.

## Handlung
Harland Rust ist ein Gesetzloser, der seinen 13-jährigen Enkel Lucas rettet, als dieser gehängt werden soll, da er jemanden versehentlich getötet haben soll. Von der Polizei gesucht, müssen die beiden nicht nur den US Marshal Wood Helm abhängen, sondern auch den Kopfgeldjäger Fenton Lang.

## Besetzung und Synchronisation
Die deutschsprachige Synchronisation übernahm die Splendid Synchron. Dialogregie führte Cay-Michael Wolf, das Dialogbuch schrieb Wanja Gerick.
| Rolle                  | Darsteller              | Synchronsprecher     |
| ---------------------- | ----------------------- | -------------------- |
| Harland Rust           | Alec Baldwin            | Klaus-Dieter Klebsch |
| Wood Helm              | Josh Hopkins            | Tommy Morgenstern    |
| Lucas Hollister        | Patrick Scott McDermott | Tom Raczko           |
| Fenton „Prediger“ Lang | Travis Fimmel           | Björn Schalla        |
| Big Bill Cochrane      | Abraham Benrubi         | Reinhard Scheunemann |
| Blackburn              | Xander Berkeley         | Hanns Jörg Krumpholz |
| Boone Lafontaine       | Devon Werkheiser        | Konrad Bösherz       |
| Clete Lafontaine       | Rhys Coiro              | Dennis Herrmann      |
| Dick Miller            | Travis Hammer           | Marc Skanderberg     |
| Drum Parker            | Jake Busey              | Bernd Egger          |
| Lady                   | Frances Fisher          | Liane Rudolph        |
| Laurence Stilwell      | Nick Farnell            | Romanus Fuhrmann     |
| Sheriff Tom Long       | Richard Gunn            | Armin Schlagwein     |
| Willard Leroy          | Sam Carson              | Sven Brieger         |

## Produktion

### Beginn der Produktion
Im Mai 2020 wurde erstmals über die Produktion eines Westerns mit Alec Baldwin als Produzent und Hauptdarsteller berichtet. In einem Interview mit The Hollywood Reporter verglich Baldwin Rust mit dem Spätwestern Erbarmungslos, der „einige dunkle und harte Wahrheiten beinhalte“. Er gab an, dass sie sich bei der Erarbeitung der Handlung davon inspirieren ließen, dass der jüngste Mensch, der im Wilden Westen je gehängt wurde, etwa 13 Jahre alt gewesen sein soll.
Das Budget für die Produktion betrug im September 2021 insgesamt 7,27 Millionen US-Dollar. Im selben Monat waren die Rollen vergeben. Die Dreharbeiten auf der Bonanza Creek Ranch bei Santa Fe in New Mexico begannen am 6. Oktober 2021.

### Unfall
Mehrere Mitglieder des Filmstabs forderten während der Dreharbeiten bessere Arbeitsbedingungen, die ihnen zum Teil vertraglich zugesichert waren. So erzählte ein Mitglied von nicht gezahlten Gehältern, der Bedingung, dass sie jeden zwölfstündigen Drehtag zusätzlich 90 Kilometer aus Albuquerque zum Filmset anreisen mussten, obwohl ihnen eine Unterbringung in Santa Fe zugesichert worden war, schlechten COVID-19-Sicherheitsvorkehrungen sowie mangelhafter Sicherheit im Waffengebrauch (da eine Requisitenpistole dreimal fehlgezündet sei). Am 21. Oktober 2021, dem zwölften von 21 angesetzten Drehtagen, legten sieben Filmstabmitglieder wenige Stunden vor dem Unfall aus Protest gegen die Arbeitsbedingungen ihre Arbeit nieder und verließen das Filmset. Sie wurden durch Arbeitskräfte ersetzt, die nicht der IATSE-Gewerkschaft angehörten.

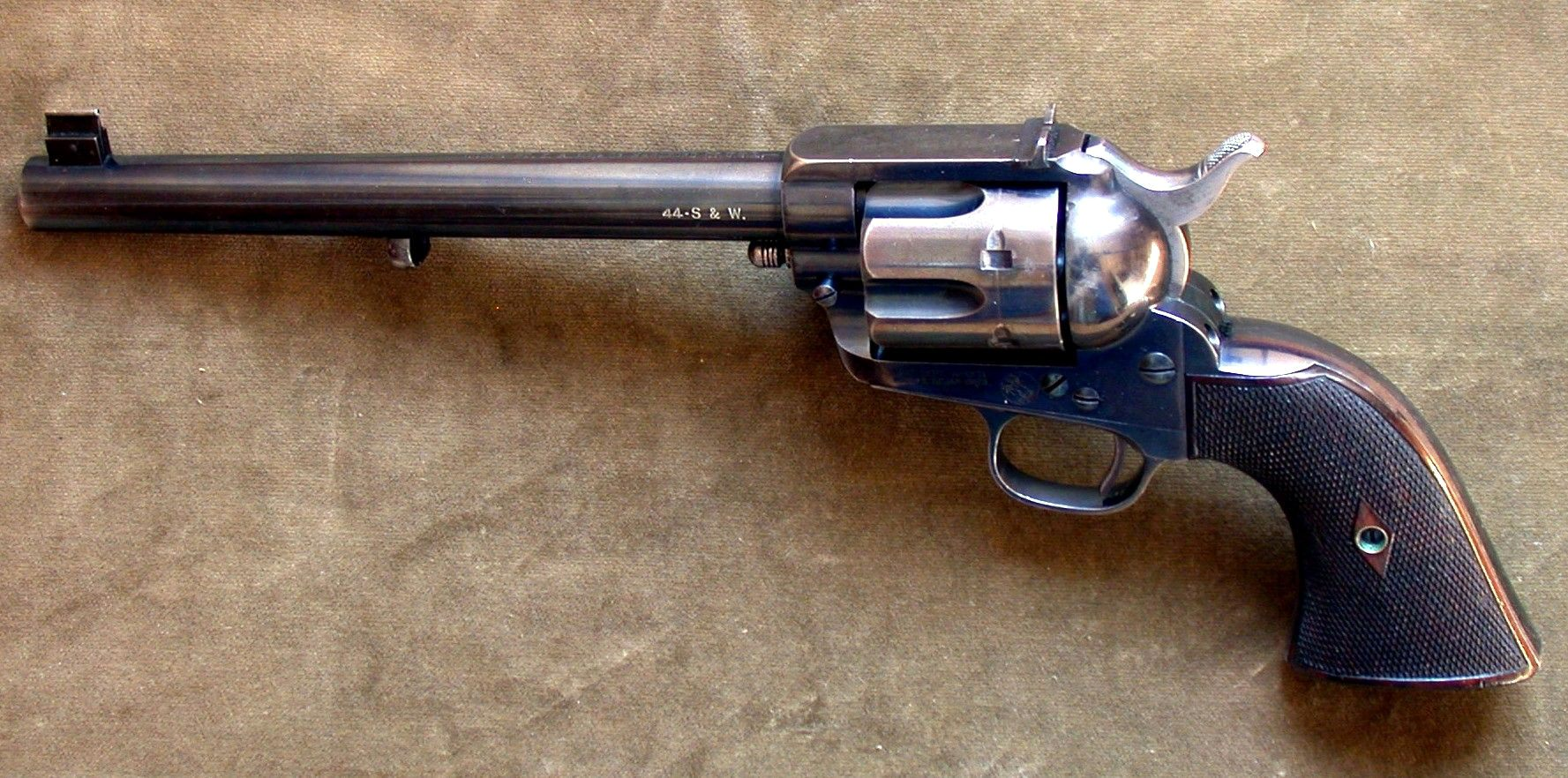
Colt SAA Flattop Target

Wenige Stunden später übergab David Halls, ein neu zum Set hinzugekommener Regieassistent, Baldwin das Replikat eines Revolvers mit dem Hinweis, dass dieser nicht geladen sei („Cold Gun“). Geprobt wurde ein Schusswechsel innerhalb einer Holzkirche. Laut einer Unfalldarstellung feuerte Baldwin den ihm gereichten Revolver Colt .45 einmal ab. Kamerafrau Halyna Hutchins wurde dabei in den Oberkörper, der hinter ihr stehende Regisseur Joel Souza an der Schulter getroffen. Hutchins wurde mit einem Hubschrauber zum Universitätskrankenhaus der University of New Mexico in Albuquerque geflogen, wo sie für tot erklärt wurde. Souza wurde mit einem Krankenwagen zum Regionalkrankenhaus in Santa Fe gefahren, wo er behandelt und am nächsten Morgen entlassen wurde.

### Ermittlungen, Anklagen und Urteile
Die lokale Polizeibehörde übernahm die Ermittlungen. Verantwortlich für die Funktionsfähigkeit der Schusswaffen am Set war die 24-jährige Waffenmeisterin Hannah Gutierrez-Reed, für die Rust ihre zweite Filmproduktion war. Das New Mexico Occupational Safety & Health Administration („Amt für Arbeitssicherheit und Gesundheitsschutz in New Mexico“) begann aufgrund des Vorfalls ebenfalls mit Ermittlungen. Nachdem am Folgetag in einem Medienbericht erklärt worden war, dass eine Schussabgabe mit scharfer Munition anstelle von Platzpatronen erfolgt sei, erklärte die mit den Ermittlungen betraute Polizei, dass sie mit den kriminaltechnischen Untersuchungen noch nicht begonnen habe. Schon fünf Tage zuvor hatte ein Stuntdouble von Alec Baldwin scharfe Schüsse mit einer Waffe abgefeuert, obwohl ihm gesagt worden war, dass die Waffe ungeladen sei. In den Tagen nach dem Unfall wurde außerdem bekannt, dass der hinzugekommene Regieassistent David Halls bereits in der Vergangenheit wegen eines Schusswaffenunfalls am Set von Freedom’s Path, bei dem ein Mitglied der Toncrew verletzt wurde, entlassen worden war. Des Weiteren habe es Beschwerden gegen David Halls auch bei der Produktion von Into the Dark gegeben, weil er Sicherheitsregeln für den Gebrauch von Waffen und Pyrotechnik nicht eingehalten habe. Zudem wurde bekannt, dass Teile der Crew in ihrer Freizeit Zielschießen veranstaltet haben sollen, bei denen mit scharfer Munition auf Bierdosen geschossen wurde, zuletzt am Morgen des Unfalltages.
Bei einer Vernehmung räumte der Regieassistent ein, die Schusswaffe nicht sorgfältig auf ihren Ladezustand überprüft zu haben, ehe er diese mit der Bemerkung an Baldwin weitergab, dass sie nicht geladen sei. Die Polizei teilte etwa eine Woche nach dem Unfall mit, dass sich in der Schulter von Joel Souza ein Bleigeschoss gefunden habe.
Der Chef-Beleuchter Serge Svetnoy reichte im November 2021 eine Klage gegen Baldwin ein; die Frankfurter Allgemeine Zeitung zitierte aus der Klage, der Tod Hutchins sei „durch fahrlässige Handlungen und Unterlassungen“ Baldwins und anderer verursacht worden. […] Baldwin, Regieassistent David Halls und Waffenmeisterin Hannah Gutierrez-Reed hätten sich nicht an die in der Filmindustrie üblichen Regeln im Umgang mit Waffen gehalten und „ließen zu, dass ein mit scharfer Munition geladener Revolver auf lebende Personen gerichtet wurde“. Nachfolgend reichte die Skript-Aufseherin Mamie Mitchell ebenfalls Klage ein; das Magazin Der Spiegel schrieb darüber, „laut der Klage seien am Set viele Sicherheitsvorkehrungen missachtet worden. Unter keinen Umständen hätte scharfe Munition am Drehort sein dürfen.“ Zudem habe in der entsprechenden Szene gar kein Schuss im Drehbuch gestanden.
Bereits bei den Dreharbeiten zu dem Western The Old Way, die ebenfalls im Oktober 2021 stattfanden, hatten sich Filmstabmitglieder über den Umgang der Waffenmeisterin Hannah Gutierrez-Reed mit den Requisitenschusswaffen beschwert. Sie hatte eine Waffe ohne Vorwarnung abgefeuert, was Hauptdarsteller Nicolas Cage dazu veranlasste, aus Protest das Filmset zu verlassen.
Im Januar 2022 erhob die Waffenmeisterin Klage gegen einen Requisiteur, dem sie vorwarf, dass unter den bei ihm bestellten Platzpatronen auch scharfe Munition gewesen sei. Dessen Requisiten-Firma hatte die Lieferung scharfer Munition zuvor bestritten.
Im Februar 2022 verklagten Angehörige der verstorbenen Kamerafrau die am Film beteiligten Produzenten. Die Klageschrift wirft den Angeklagten Fahrlässigkeit aufgrund der Sparmaßnahmen bei der Produktion vor. Im Oktober 2022 ließ Hutchins’ Witwer die Zivilklage fallen.
Im April 2022 verhängte das zuständige Occupational Health and Safety Bureau, das als Arbeitsschutzbehörde in New Mexico fungiert, gegen die Produktionsfirma Rust Movie Productions die höchstmögliche Geldstrafe in Höhe von 136.793 US-Dollar (seinerzeit umgerechnet ca. 126.000 Euro). Die Behörde stellte fest, dass es seitens der Produktionsfirma „ernstzunehmende Managementfehler“ und gravierende Verstöße gegen geltende Sicherheitsbestimmungen gegeben habe, deren Einhaltung den Unfall mit hoher Sicherheit verhindert hätte. Die strafrechtlichen Ermittlungen waren zu diesem Zeitpunkt noch nicht abgeschlossen.
Im November 2022 verklagte Baldwin die Waffenmeisterin, einen Regieassistenten, eine Requisiteurin sowie den zuständigen Waffen- und Munitionslieferanten. Baldwin wollte laut Klageschrift seinen Ruf wiederherstellen und verlangte eine finanzielle Entschädigung, weil Baldwin „zu Unrecht als Verursacher dieser Tragödie angesehen“ werde.
Im Januar 2023 kündigte die Staatsanwaltschaft von New Mexico an, Alec Baldwin und die Waffenmeisterin Hannah Gutierrez-Reed wegen fahrlässiger Tötung anzuklagen. Die Anklageschrift warf Baldwin und Gutierrez-Reed vor, dass das Waffentraining nur eine halbe Stunde statt der vorgeschriebenen mindestens einstündigen Einweisung gedauert habe. Außerdem habe Baldwin das Training nicht ernst genommen, sondern während der etwa 30-minütigen Einweisung telefoniert. Die Anklageschrift stellt auch Baldwins Äußerung infrage, dass sich der Schuss ohne sein Zutun einfach gelöst habe. Die Ermittlungen hätten gezeigt, dass er den Finger am Abzug gehabt und die Waffe bedient habe. In seiner Rolle als Produzent habe Baldwin zudem beschlossen, mit Gutierrez-Reed zusammenzuarbeiten, die als Waffenmeisterin nicht ausreichend qualifiziert und unerfahren gewesen sei. Sie habe viele Sicherheitsvorkehrungen missachtet, so sei sie bei der Schussszene nicht mit Baldwin im selben Raum gewesen. Außerdem gelangte unter ihrer Aufsicht scharfe Munition an das Filmset. Laut Staatsanwaltschaft fanden Ermittler am Ort der Dreharbeiten fünf scharfe Patronen sowie die Hülse des tödlichen Geschosses. Die Staatsanwaltschaft spricht in der Anklage von rücksichtslosen Sicherheitsmängeln am Set. Ein von der Staatsanwaltschaft eingesetzter Sonderermittler erklärte, dass „Baldwins Abweichung von bekannten Standards, Praktiken und Protokollen […] direkt den Tod von Hutchins“ verursacht habe. Im Februar 2023 erhoben die Eltern und die Schwester der verstorbenen Kamerafrau Zivilklage gegen Baldwin und forderten von ihm Schadensersatz. Im März 2023 wurde der Regieassistent, der Baldwin die Waffe übergab, wegen nachlässigen Umgangs mit einer Waffe zu einer sechsmonatigen Bewährungsstrafe, 24 Stunden Sozialdienst und zu einer Strafzahlung in Höhe von 500 US-Dollar verurteilt. Er war der erste Beschuldigte, der im Zusammenhang mit Hutchins’ Tod verurteilt wurde. Im April 2023 stellte die Staatsanwaltschaft von New Mexico die im Januar 2023 erhobene Anklage gegen Alec Baldwin bis auf Weiteres ein und gab bekannt, dass aufgrund neuerer Erkenntnisse die Ermittlungen fortgesetzt werden. Im Januar 2024 erhob die Staatsanwaltschaft die im April 2023 vorläufig fallen gelassene Anklage gegen Alec Baldwin erneut. Im März 2024 wurde Waffenmeisterin Hannah Gutierrez-Reed der fahrlässigen Tötung für schuldig befunden. Die Jury sah es als erwiesen an, dass Gutierrez-Reed den Revolver mit scharfer Munition lud. Noch im selben Monat wurde ein Antrag auf Berufung abgelehnt. Im Folgemonat wurde das Strafmaß auf 18 Monate Freiheitsstrafe festgelegt. Baldwins Prozess wurde für den 10. Juli 2024 angesetzt. Baldwins Antrag auf Einstellung des Verfahrens lehnte das zuständige Gericht ab. Am 12. Juli 2024 wurde der Prozess wegen eines Verfahrensfehlers (der Verteidigung wurden laut Gericht vorsätzlich Beweismittel vorenthalten) eingestellt, womit auch künftig in diesem Fall keine Anklage mehr gegen Baldwin erhoben werden kann. Die Staatsanwaltschaft zog die Berufung im Dezember 2024 zurück.

### Wiederaufnahme der Produktion
Im Oktober 2022 erklärte Hutchins’ Witwer, Matthew Hutchins, dass der Film ab Januar 2023 zu Ende gedreht werde, er die im Februar 2022 erhobene Zivilklage gegen Baldwin zurückziehe und stattdessen als Executive Producer an der Produktion sowie an den Einnahmen des Films beteiligt sein werde. Baldwin bestätigte die außergerichtliche Einigung.
Die wieder aufgenommenen Dreharbeiten begannen im April 2023 auf der Yellowstone Film Ranch in Montana. Das Produktionsbudget war von ursprünglich 6,4 Millionen US-Dollar auf 8 Millionen Dollar erhöht worden. Auch wurde die Anzahl der Drehtage von ursprünglich 22 auf 24 erhöht. Bianca Cline nahm auf Wunsch des Witwers, der als ausführender Produzent an dem Film beteiligt ist, den Platz von Halyna Hutchins als Kamerafrau ein. Zwei weitere Filmemacher drehten neben einem Making-of von Rust eine Dokumentation über Halyna Hutchins. Neu zur Filmcrew hinzugekommen war außerdem ein Waffenmeister mit 20 Jahren Berufserfahrung. Bei den wieder aufgenommenen Dreharbeiten, die bis Mai 2023 andauerten, wurden statt funktionsfähiger Schusswaffen Replikate eingesetzt. Die Munition, die nach Wiederaufnahme der Dreharbeiten als Requisite verwendet wurde, war aus Holz oder Gummi. Regisseur und Drehbuchautor Joel Souza war es wichtig, so viel Filmmaterial, das unter Halyna Hutchins entstanden war, wie möglich im Final Cut bzw. fertigen Film zu haben. Jedoch entschied er sich bereits vor der Wiederaufnahme der Dreharbeiten dafür, die Szene aus dem Drehbuch zu entfernen (und das Drehbuch entsprechend umzuschreiben), die gedreht worden war, als der Unfall passierte. Da viele Kostüme, die bei den Dreharbeiten vor dem Unfall verwendet worden waren, einige Monate nach dem Unfall durch einen Brand eines Lagerhauses zerstört wurden, mussten viele Kostüme neu angefertigt werden. Das Kostüm von Hauptdarsteller Alec Baldwin musste ebenfalls neu angefertigt werden, weil es nach dem Unfall von der Polizei beschlagnahmt worden war. Der Schauspieler Jensen Ackles, der ursprünglich zur Besetzung gehörte und mit dem bereits im Oktober 2021 gefilmt worden war, konnte aufgrund von Terminschwierigkeiten nicht an den Dreharbeiten im April und Mai 2023 teilnehmen. Seine Rolle bzw. Filmfigur wurde gestrichen bzw. durch eine ersetzt, die von Josh Hopkins dargestellt wurde. Der Darsteller Brady Noon war ursprünglich für die Rolle des Lucas Hollister (Enkel von Harland Rust) besetzt, schied aber ebenfalls aus, als die Produktion wieder aufgenommen wurde. Er wurde durch den Darsteller Patrick Scott McDermott ersetzt.
Regisseur Souza erklärte, er habe nach dem Unfall „nie wieder“ zu den Dreharbeiten von Rust zurückkehren wollen, dies aber getan, weil er glaubte, den Angehörigen von Hutchins durch den Film finanziell helfen zu können.

## Marketing und Veröffentlichung
Im Januar 2024 wurden erste Bilder aus dem Film, die von Halyna Hutchins stammen, veröffentlicht. Die Erlöse des Films, der Hutchins gewidmet ist, kommen ihrer Familie zugute - neben ihrem Mann hinterließ die 42-Jährige einen Sohn.
Beim Filmfestival Camerimage im polnischen Toruń wurde Rust – Legende des Westens am 20. November 2024 zur Ehrung von Halyna Hutchins uraufgeführt. Nach Mitteilung der Veranstalter hatte sich Halyna Hutchins zu Beginn der Dreharbeiten gewünscht, den Film bei dem Festival in Polen zu zeigen. Der Film lief ab dem 1. Mai 2025 in den Kinos.

## Rezeption
Rust – Legende des Westens wurde bei seiner Veröffentlichung Anfang Mai 2025 von der Kritik vorsichtig positiv aufgenommen, bei der Bewertungsplattform Rotten Tomatoes hält er bei einem Rating von 56 % (Stand 2. Mai 2025).
Christian Oehmigen vergab bei seiner Besprechung des Films für das Online-Magazin Film plus Kritik 8 von 10 Sternen und nannte Rust einen „kompromisslosen Western alter Schule, hart und düster“. Er lobte die Bildgestaltung und die Darstellung der Beziehung zwischen Rust und Lucas, bemängelte aber die Ausgestaltung der Nebenfiguren und die Länge des Films.